# Podogymnura truei
Podogymnura truei là một loài động vật có vú trong họ Erinaceidae, bộ Erinaceomorpha. Loài này được Mearns mô tả năm 1905.

## Hình ảnh

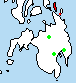